# Joseph Georg Oberkofler
Joseph Georg Oberkofler (* 17. April 1889 in St. Johann, Südtirol; † 12. November 1962 in Innsbruck) war ein österreichischer Jurist, Erzähler und Lyriker und gilt als wichtigster Tiroler Autor der Ersten Republik.
Seine Werke wurden im Stile der Heimatkunstbewegung verfasst. Unter anderem schrieb er Bauernromane im Saga-Stil, die völkische Motive der Blut-und-Boden-Literatur aufgreifen.
Er ist der ältere Bruder des Malers Johann Baptist Oberkofler.

## Leben

### 1889–1914
Joseph Georg Oberkofler war der älteste Sohn von neun Kindern. Oberkofler war in einer Welt aufgewachsen, die von bäuerlichen und katholischen Einflüssen sehr geprägt war. Sein Vater war Bauer und Pfarrmesner in St. Johann im Ahrntal. Auf dem sogenannten Gföllberg in St. Johann hatte er seine Kindheit verbracht. Jener „Berg“ war immer wieder Bezugspunkt in seinem Leben und wurde für ihn zum Symbol seiner Heimat. Nach einem Wallfahrtserlebnis nach Ehrenburg glaubte der damals Zehnjährige seinen Sinn des Lebens gefunden zu haben und wollte Priester werden. Als er vom Lehrer, vom Pfarrer und seinen Eltern als „studiertauglich“ bezeichnet worden war, kam er 1901 in die Bischofsstadt Brixen. Dort sollte er eine humanistische Bildung erfahren und für das künftige Priesterleben ausgebildet werden. Zunächst war er ein arbeitsamer Schüler, der dem Internatsleben mit Begeisterung beiwohnte. Der Wissbegierige vertiefte sich immer mehr in die Bücher, bis er schlussendlich zum Aufrührerischen wurde. Man verbot ihm das Begräbnis seines geliebten und von ihm bewunderten Großvaters zu besuchen. Daraufhin verließ er Brixen und ging nach Trient, wo er 1908 am deutschen Gymnasium die Reifeprüfung ablegte. Später ging Oberkofler nach Innsbruck und zeigte dem Verleger Ludwig von Ficker einige Gedichte. 1911 wurden zwei seiner Gedichte im Brenner veröffentlicht. Der ehemalige Bauernjunge geriet immer mehr in Konflikt mit seiner Familie, die ihn als Priester sehen wollte und nicht als Literaten. 1913 sagte Oberkofler zu Ficker, der in einem freundschaftlichen Verhältnis zu ihm stand: „Allmählich werde ich meinen Leuten, selbst in der Familie, fremd. Tagelang vermag ich nicht zu reden… Und je mehr ich vereinsame, desto mehr trifft mich ihre Verachtung.“ In Innsbruck, wo er sich verstanden fühlte, begann er mit dem Studium der Philosophie.

### Erster Weltkrieg
Im Jahr 1915 meldete er sich als freiwilliger Soldat. Er wurde jedoch nur kurz an der Front eingesetzt, bevor er zurück ins Ahrntal gerufen wurde, um die Aufsicht und Soldzahlungen der russischen Gefangenen zu übernehmen. Nach 1918 war Oberkofler geistig sowie körperlich geschwächt. Die k.u.k.-Monarchie war zerfallen, und Südtirol kam zu Italien. Das Schreiben an seinem Gedichtband verhalf ihm, mit der prekären politischen Situation zurechtzukommen.

### 1919–1922
1919 besuchte er das Priesterseminar in Brixen und entdeckte nun seine wahre Berufung als Dichter. Oberkofler war innerlich zermürbt und flüchtete zurück in seine Heimat auf den Gföllberg. Oberkofler schrieb: „Und jetzt, da ich an der äußersten Grenze stand, wachte die Bauernwelt strahlend in mir auf und nahm mich in ihre Unvergänglichkeit. So wurde das Vatererbe mein endgültiger Anteil und Besitz. Es wird mir nicht mehr genommen werden. Was noch entsteht, wird aus diesem Grunde wachsen.“
Da er inzwischen 30 Jahre alt war, musste er ein Studium abschließen, um einen Beruf ausüben zu können. Er begann Medizin zu studieren, brach das Studium allerdings ab. Er versuchte es nun mit den Rechtswissenschaften und erhoffte sich einen baldigen Abschluss. 1922 promovierte er an der rechts- und staatswissenschaftlichen Fakultät an der Universität Innsbruck.

### Bozen
1923 wurde Oberkofler Redakteur der Tageszeitung Der Tiroler. Während der Zeit des Faschismus in Bozen erlebte er die Machtlosigkeit der Südtiroler gegenüber der fortschreitenden Italianisierung. Als die Faschisten den Namen des Landes Südtirol und der Zeitung Der Tiroler verboten, schrieb er 1923 den Artikel Ade, mein Land Tirol!.

### Innsbruck
1925 bekam Oberkofler in Innsbruck eine Stelle als Lektor bei der Verlagsanstalt Tyrolia. In dieser Zeit schrieb er in knapp zwei Monaten den Roman Sebastian und Leidlieb. Im darauffolgenden Jahr heiratete er die Boznerin Olga Tasser. 1929 schrieb er das Nikolausspiel, das im Radio Wien ausgestrahlt wurde und 1930 als Buch im Bühnenbundverlag Berlin erschien. Am 7. Februar 1929 erblickte sein Sohn Wolfgang das Licht der Welt. Oberkofler war von Heimweh geplagt, denn die Einreise nach Südtirol wurde nur selten erlaubt. Umso mehr drang der Literat in deutschsprachige Gebiete vor. Er gab Lesungen in Wien, Salzburg, Nürnberg, Rheinland und im Schwarzwald. 1935 und 1938 gestattete man Oberkofler die Einreise nach Südtirol und er schrieb: „Wahrlich, erst mit den Jahren lernt man Schönheiten für die Seele zu sammeln, dort, wo sie Tag für Tag vor uns stehen, in der Heimat.“ In der Zwischenzeit seiner Besuche entstand auch der Gedichtband Nie stirbt das Land.

### Nationalsozialismus

Oberkoflers Name erscheint im nationalsozialistischen Bekenntnisbuch von 1938

Nach dem so genannten Anschluss Österreichs 1938 an das Deutsche Reich beteiligte sich Oberkofler mit einem Beitrag am so genannten Bekenntnisbuch österreichischer Dichter (herausgegeben vom Bund deutscher Schriftsteller Österreichs), das den „Anschluss“ begeistert begrüßte, und wandte sich immer stärker der Blut-und-Boden-Ideologie zu.
1938 wurde dem Dichter das österreichische Verdienstkreuz 1. Klasse für Kunst und Wissenschaft verliehen. Im selben Jahr entstand der Roman Das Stierhorn, über den es in der Zeitschrift Germania hieß: „Oberkofler ist im Stierhorn eine Bauern-Saga des Alpengebietes gelungen, die nur mit den nordischen Gegenspielen verglichen werden kann.“ 1939 erschien der Roman Der Bannwald, für den Oberkofler im gleichen Jahr den nationalsozialistisch umgedeuteten und von der NSDAP vergebenen Wilhelm-Raabe-Preis erhielt, wodurch man ihm den Weg zum freischaffenden Schriftsteller in Deutschland ermöglichte. 1942 vollendete er den Roman Flachsbraut. Gedichte von ihm erschienen im nationalsozialistischen Bozner Tagblatt.

### Krankheit und Ehrung

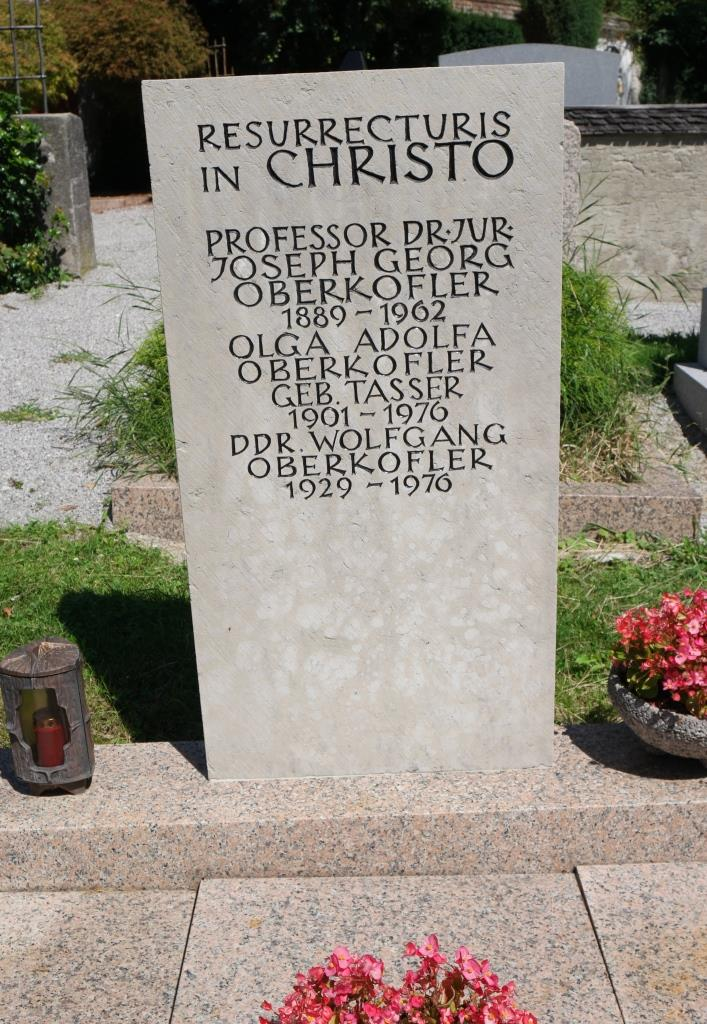
Grab von Joseph Georg Oberkofler auf dem Friedhof Innsbruck-Mühlau

Zehn Jahre später erlitt Oberkofler einen Schlaganfall. Die Folgen waren Lähmungen, die ihn sehr einschränkten. Seine Heimat Südtirol besann sich des im Ausland lebenden Künstlers. Der Südtiroler Künstlerbund kürte ihn 1953 zum Ehrenmitglied. Im Jahre 1954 wurde er zum Ehrenbürger seiner Heimatgemeinde Ahrntal ernannt. Auch die österreichische Regierung beglückwünschte Oberkofler 1954 und ernannte ihn zum Professor. 1956 bekam er das Ehrenzeichen des Landes Tirol. 1959 würdigte man Oberkofler mit dem Ehrenring des Bruder-Willram-Bundes und dem der Stadt Innsbruck. Am 12. November 1962 starb Joseph Georg Oberkofler in Nordtirol. Er wurde im „Dichterfriedhof“ in Mühlau in der Nähe von Innsbruck neben Trakl und Leitgeb begraben.

## Werke
- Gebein aller Dinge – Gedichte 1921
- Die Knappen von Prettau – Roman 1922
- Sebastian und Leidlieb – Roman 1926
- Triumph der Heimat – Gedichte 1927
- Reimmichl, eines Volksdichters Leben und Schaffen – Beiträge 1927
- Drei Herrgottsbuben – 1934
- Nie stirbt das Land – Gedichte 1937
- Das Stierhorn – Roman 1938
- Der Bannwald – Roman 1939
- Die Flachsbraut – Roman 1942
- Und meine Liebe, die nicht sterben will – Gedichte 1947
- Verklärter Tag – Gedichte 1950
- Südtirol, Land europäischer Bewährung, Kanonikus Michael Gamper zum 70. Geburtstag (et al.) – 1955
- Marienlob und Gloriasang – Gedichtband mit Farbbildern des Malers (seines Bruders) Johann Baptist Oberkofler, Tyrolia Verlag 1959